# Trikom

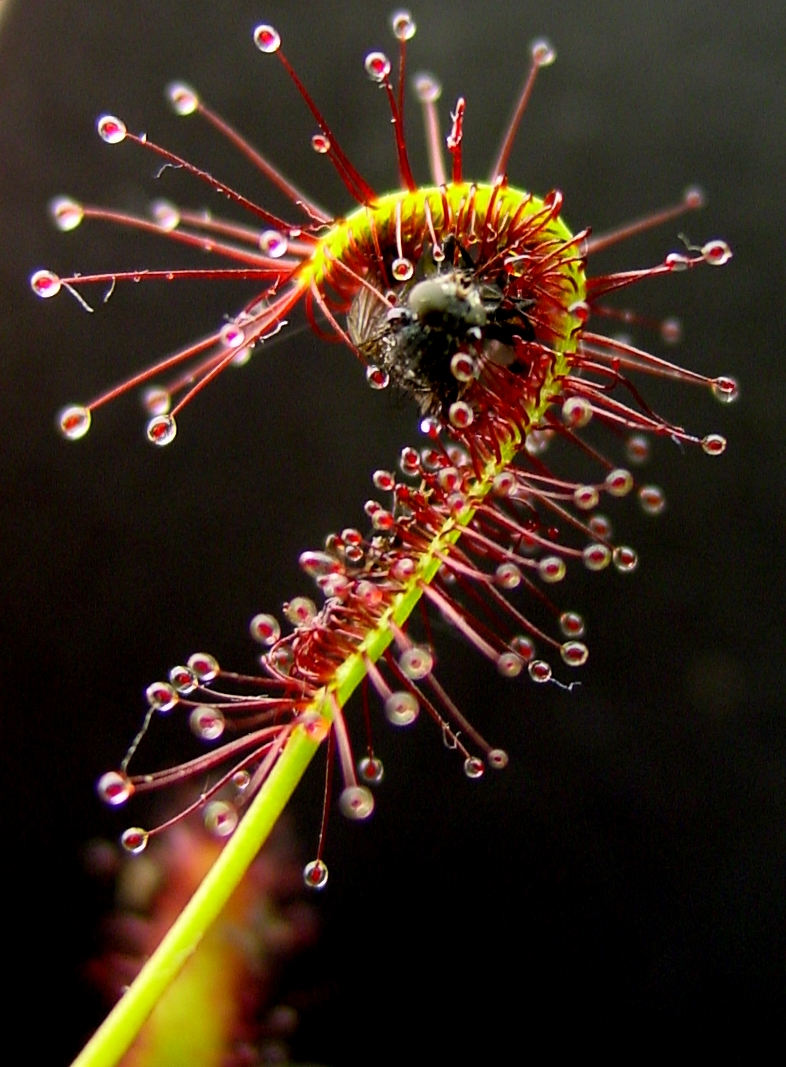

Trikom (från grekiskan - "hårväxt") är en fin utväxt på en planta. Dessa är av olika strukturer och funktioner.

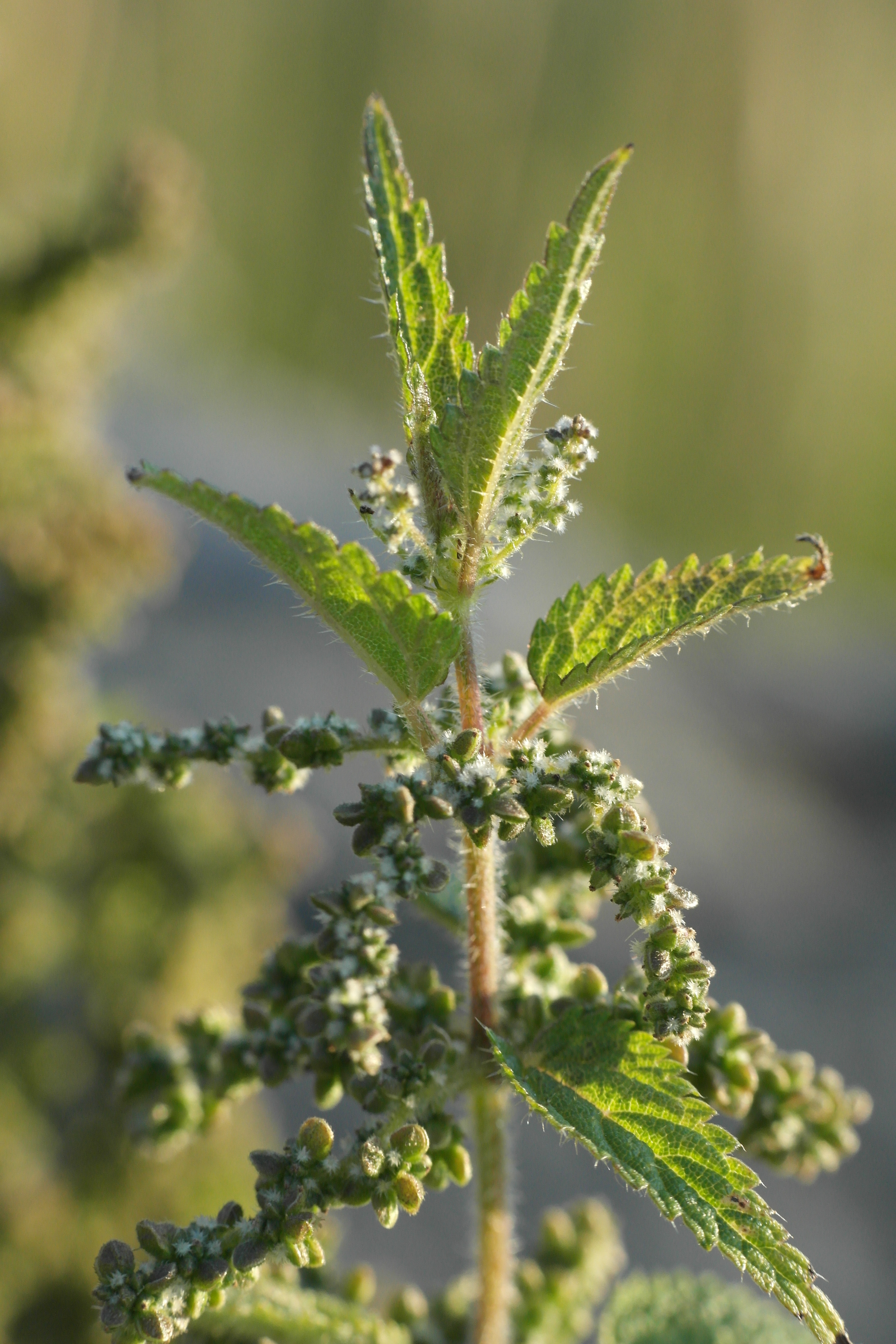
Brännässla med fröknippe och blad täckta av skyddande växthår

Ett exempel på trikom är brännhår hos nässlor, från vilka irriterande ämnen frigörs när håret bryts av. Dessa ämnen orsakar smärta eller irritation och kan därför vara ett effektivt försvar mot växtätande djur.
Växthår kan vara av olika typer och flera olika sorter kan förekomma på samma växt samt innehålla ett flertal olika ämnen, en sådan växt är hampan vars olika sorters växthår producerar ett flertal aromatiska oljor, den mest kända av dessa är THC som dock inte produceras av växten utan är en kemikalie som människan skapar genom att upphetta växtens glandelhår som är koncentrerade kring blomställningarna medan sköldhåren förekommer på bladen.
Syftet med den tvåkönade hampans växthår kan vara att växtätande insekter som bladlöss fastnar i det ej giftiga klistret och därmed utsöndrar avskräckande varningsdofter till andra insekter samt lockar till sig köttätande insekter som t.ex. nyckelpigor som för med sig pollen till och från närliggande växter.